# رحیملوی موران
رحیملوی موران یک روستا در ایران است که در دهستان آزادلو واقع شده‌است. رحیملوی موران ۱۴۹ نفر جمعیت دارد.